# Coppa Italia (pallacanestro femminile)
La Coppa Italia è il trofeo assegnato annualmente dalla Lega Basket Femminile al termine di un torneo ad eliminazione diretta, disputato tra squadre iscritte alla Serie A1 del campionato italiano femminile di pallacanestro.
È stato creato nel 1968: inizialmente vi si partecipava solo su richiesta. Interrotto nel periodo 1975-1983 e dal 1985, Lega Basket Femminile l'ha istituito di nuovo nel 1993, cambiandone la forma. La vittoria di questa competizione dà la possibilità di partecipare alla Supercoppa italiana, che si gioca contro la vincente dello scudetto.
In base alla formula, che nel corso degli anni è variata, è stata anche definita Final Four perché in vari periodi ha messo di fronte solo le quattro squadre meglio classificate al termine del girone d'andata dell'A1.

## Albo d'oro
| Anno | Sede Finale           | Vincitrice              | Finalista                | MVP                    |
| 1969 | Bologna               | Standa Milano           | Recoaro Vicenza          | -                      |
| 1970 | Pisa                  | Pepsi Treviso           | Standa Milano            | -                      |
| 1971 | Faenza                | Standa Milano           | Doris Tricot Treviso     | -                      |
| 1972 | Imola                 | Standa Milano           | Thermomatic Vicenza      | -                      |
| 1973 | Rapallo               | Geas Sesto San Giovanni | Thermomatic Vicenza      | -                      |
| 1974 | Torino                | Standa Milano           | Pagnossin Treviso        | -                      |
| 1984 | Capri                 | Italbyte Viterbo        | Carisparmio Avellino     | -                      |
| 1993 | Cervia                | Pool Comense            | Pitagora Pescara         | -                      |
| 1994 | Ancona                | Pool Comense            | Primizie Parma           | -                      |
| 1995 | Messina               | Pool Comense            | Famila Schio             | -                      |
| 1996 | Schio                 | Famila Schio            | Pool Comense             | -                      |
| 1997 | Priolo Gargallo       | Pool Comense            | Cariparma Parma          | -                      |
| 1998 | Parma                 | Cariparma Parma         | Famila Schio             | -                      |
| 1999 | Messina               | Famila Schio            | Rescifina Messina        | -                      |
| 2000 | Schio                 | Pool Comense            | Famila Schio             | Taj McWilliams (Schio) |
| 2001 | Parma                 | Cerve Parma             | Pool Comense             | Yolanda Griffith       |
| 2002 | Taranto               | Meverin Parma           | Famila Schio             | Yolanda Griffith       |
| 2003 | Venezia               | Taranto Cras Basket     | Pool Comense             | Nieves Anula           |
| 2004 | Napoli                | Famila Schio            | Umana Reyer Venezia      | Susanna Bonfiglio      |
| 2005 | Parma                 | Famila Schio            | Phard Napoli             | -                      |
| 2006 | Schio                 | Banco di Sicilia Ribera | HS Penta Faenza          | -                      |
| 2007 | Taranto               | Germano Zama Faenza     | Phard Napoli             | Simona Ballardini      |
| 2008 | Schio                 | Umana Venezia           | Levoni Taranto           | Aleksandra Vujović     |
| 2009 | Faenza                | Club Atletico Faenza    | Lavezzini Parma          | Maja Erkič             |
| 2010 | Venezia               | Famila Schio            | Umana Venezia            | Laura Macchi           |
| 2011 | Perugia               | Famila Schio            | Liomatic Umbertide       | Liron Cohen            |
| 2012 | Schio                 | Goldbet Taranto         | Famila Schio             | Giorgia Sottana        |
| 2013 | Lucca                 | Famila Schio            | Gesam Gas Lucca          | Jantel Lavender        |
| 2014 | Ragusa                | Famila Wüber Schio      | Gesam Gas Lucca          | Élodie Godin           |
| 2015 | Perugia               | Famila Wüber Schio      | Passalacqua Ragusa       | Giorgia Sottana        |
| 2016 | Schio                 | Passalacqua Ragusa      | Famila Wüber Schio       | Rebekkah Brunson       |
| 2017 | Venezia               | Famila Wüber Schio      | Gesam Gas Lucca          | Jolene Anderson        |
| 2018 | Alessandria           | Famila Wüber Schio      | Gesam Gas Lucca          | Isabelle Yacoubou      |
| 2019 | San Martino di Lupari | Passalacqua Ragusa      | Geas Sesto San Giovanni  | Dearica Hamby          |
| 2021 | Bologna               | Famila Wüber Schio      | Umana Reyer Venezia      | Sandrine Gruda         |
| 2022 | San Martino di Lupari | Famila Wüber Schio      | Virtus Segafredo Bologna | Kitija Laksa           |
| 2023 | Campobasso            | Famila Wüber Schio      | Umana Reyer Venezia      | Rhyne Howard           |
| 2024 | Torino                | Famila Wüber Schio      | Umana Reyer Venezia      | Robyn Parks            |
| 2025 | Torino                | Famila Wüber Schio      | Umana Reyer Venezia      | Olbis Futo Andrè       |

## Vittorie per squadre
| Vittorie | Squadre                            | Anni                                                                                           |
| -------- | ---------------------------------- | ---------------------------------------------------------------------------------------------- |
| 16       | Famila Basket Schio                | 1996, 1999, 2004, 2005, 2010, 2011, 2013, 2014, 2015, 2017, 2018, 2021, 2022, 2023, 2024, 2025 |
| 5        | Ginnastica Comense 1872            | 1993, 1994, 1995, 1997, 2000                                                                   |
| 4        | Standa Milano                      | 1969, 1971, 1972, 1974                                                                         |
| 3        | Basket Parma                       | 1998, 2001, 2002                                                                               |
| 2        | Club Atletico Faenza Pallacanestro | 2007, 2009                                                                                     |
| 2        | Virtus Eirene Ragusa               | 2016, 2019                                                                                     |
| 2        | Taranto Cras Basket                | 2003, 2012                                                                                     |
| 1        | Basket Treviso                     | 1970                                                                                           |
| 1        | Geas Sesto San Giovanni            | 1973                                                                                           |
| 1        | Sisv Viterbo                       | 1984                                                                                           |
| 1        | Pallacanestro Ribera               | 2006                                                                                           |
| 1        | Reyer Venezia Mestre               | 2008                                                                                           |